# Metanapis plutella
Metanapis plutella är en spindelart som först beskrevs av Forster 1974.  Metanapis plutella ingår i släktet Metanapis och familjen Anapidae.
Artens utbredningsområde är Kongo. Inga underarter finns listade i Catalogue of Life.